# Etheridge Knight
Etheridge Knight (Corinth, 19 aprile 1931 – Indianapolis, 10 marzo 1991) è stato un poeta statunitense.
Divenne famoso con la sua opera prima, Poems from Prison, nel quale ricordava in versi i suoi otto anni di prigione scontati dopo un arresto per rapina nel 1960. Una versione in prosa è stata pubblicata in italiano (Voci negre dal carcere) e inglese (Black Voices from Prison, 1970), il quale include anche scritti di altri carcerati.

## Vita
Etheridge Knight era nato in una povera famiglia rurale a Corinth, in Mississippi nel 1931, ed ebbe sei fratelli. A quattordici anni, dopo aver terminato il nono anno di scuola, Knight decise di abbandonare gli studi. Sebbene fosse giovane, capì che senza un'istruzione le sue opportunità erano limitate. A Corinth non riuscì a trovare che lavori umili come lustrascarpe e passò gran parte del tempo nelle sale da biliardo.
Questa vita ebbe un'influenza negativa sul suo stato d'animo, e in quel periodo iniziò a prendere anfetamine, marijuana ed eroina. Nel 1947, nel tentativo di trovare uno scopo alla sua vita entrò nell'esercito. Knight prestò servizio come ausiliario medico nella guerra di Corea fino a quando nel 1951 venne colpito da alcune schegge, e per questo motivo fu congedato. Finita la sua vita militare Knight si stabilì ad Indianapolis dove imparò l'arte del toasting. In questo periodo continuò la sua dipendenza dagli stupefacenti.
Nel 1960 Knight scippò un'anziana per supportare la sua dipendenza e venne condannato a venticinque anni da scontare nella Indiana State Prison. Arrabbiato per la pesante sentenza, sostenendo che fosse ingiusta e razzista, Knight durante il primo anno di prigione fu ostile e ribelle. Comunque, negli anni successivi si dedicò a letture come l'Autobiografia di Malcolm X e le poesie di Langston Hughes. Ispirato da queste ultime iniziò a scrivere le proprie esperienze, attingendo soprattutto al toasting e trasformandolo in poesia. Le poesie che scrisse in questo periodo erano d'effetto tanto che Dudley Randall, un editore e poeta, pubblicò la prima raccolta di poesie di Knight, Poems from Prison, e salutò Knight come uno dei maggiori poeti del New Black Aesthetic.
Altri poeti come Amiri Baraka, Don Lee, Gwendolyn Brooks e Sonia Sanchez aiutarono Knight ad ottenere la libertà su parola nel 1968.
Dopo la scarcerazione nel 1968 Knight sposò Sonia Sanchez, ma divorziò due anni dopo a causa della crescente dipendenza di Knight dagli stupefacenti. Si risposò nel 1974 con Mary McNally e divenne padre dei due figli adottati da quest'ultima. Si stabilirono a Minneapolis, in Minnesota, fino alla loro separazione nel 1977. Successivamente si spostò a Memphis dove la sua tossicodipendenza venne trattata con il metadone. Infine si trasferì ad Indianapolis dove morì di tumore ai polmoni il 10 marzo 1991.
Knight continuò a scrivere per tutta la vita dopo la scarcerazione. Belly Song and Other Poems, pubblicato nel 1973, tratta i temi del razzismo e dell'amore. L'anno successivo gli venne conferita una Guggenheim Fellowship. Knight credeva che il poeta fosse un "ficcanaso" o un intermediario tra la poesia e il lettore. Elaborò questo concetto nel 1980 nel suo lavoro Born of a Woman. The Essential Etheridge Knight, pubblicato nel 1986, è una raccolta delle opere di Knight vincitrice dell'American Book Awards l'anno successivo.
Knight insegnò all'University of Pittsburgh, Hartford e alla Lincoln University, prima di essere costretto dalla malattia a ritirarsi. Continua ad essere ricordato per le sue carismatiche letture di poesie.

## Opere
- Poems from Prison (1968)
- Black Voices from Prison (1970)
- Belly Song and Other Poems (1973)
- Born of a Woman (1980)
- The Essential Etheridge Knight (1986)